# Вовчі ягоди (рослини)
Вовчі ягоди — збірна, народна назва ряду рослин, плоди більшості яких мають токсичні або подразнювальні властивості:
- Белладона (беладона звичайна) (отруйна)
- Бирючина[1]
- Дереза звичайна (не отруйна)
- Да́фнія [2] (сильно отруйна)
- Вороняче око[3] (отруйна)
- Жимолость справжня, або жимолость звичайна (не слід плутати з харчовою рослиною жимолостю блакитною)[4][5] (отруйна, містить ксилостеїн)
- Крушина ламка[6] (свіжі плоди мають блювотну дію)
- Сніжноягідник (плоди викликають блювоту, запаморочення, слабкість[7]).

Вовчими ягодами називають також і інші кущі і трави з червоними і чорними (і навіть білими) неїстівними або отруйними плодами, наприклад, бузину червону (її плоди є не ягодами, а соковитими кістянками); з трав — воронець та інші.
|                                                                                   |  |  |  |
| Зліва направо: беладонна звичайна, дереза звичайна, Дафнія, вороняче око звичайне |  |  |  |

|                                                                                           |  |  |  |
| Зліва направо: крушина ламка, сніжноягідник білий, бузина червона, воронець красноплодний |  |  |  |